# へびつかい座ロー分子雲領域
へびつかい座ρ分子雲領域（へびつかい座ロー分子雲領域）は、へびつかい座ρ星の南約1度のところに位置するガスとダストからなる暗黒星雲の複合体である。太陽系からの距離は131 ± 3パーセクと見積もられており、太陽系から最も近い星形成領域の一つである。 

## 分子雲複合体
この分子雲領域は天球上の4.5度×6.5度の領域を占めており、2つのガス・ダストが濃密な部分に分けられる。一つは星形成分子雲L1688と2つのフィラメントL1709, L1755を含み、もう一つは星形成領域L1689とフィラメントL1712–1729を含んでいる。これらのフィラメントは幅にして0.24パーセクあり、その長さは10–17.5パーセクにわたる。この分子雲複合体の構造には、隣接するSco OB2 アソシエーションの方向から分子雲を通過する衝撃波面によって生じているものもある。 
領域内の分子雲の温度は13–22Kであり、太陽質量の3,000倍もの物質が存在している。この質量の半分以上はL1688分子雲周辺に分布しており、この分子雲複合体の中で最も活動的な星形成領域となっている。分子雲複合体は複数の赤外線源を擁しており、たとえばL1688分子雲近傍には全部で425の赤外線源が認められている。これらは若い星状天体であると考えられており、そのうち16個は原始星、123個は濃密な星周円盤を伴うTタウリ型星、77個は希薄な円盤を伴う弱輝線Tタウリ型星に分類されている。後者2つのカテゴリに属する天体は10万–数百万年の年代を示すと考えられている。  
最初に星形成領域の中に見出された褐色矮星はRho Oph J162349.8-242601であり、これはへびつかい座ρ分子雲領域で見つかったものである。また、星形成領域の主部の端にある、より古い星の2MASS  J16281370-2431391からは、エッジオン方向から見た星周円盤が見いだされている。この星周円盤の直径は300auであり、少なくとも木星質量の2倍もの物質を含んでいる。円盤の中心星は数百万年の年代を示し、表面温度は3,000K、光度は太陽のそれの0.4倍である。 

## ギャラリー

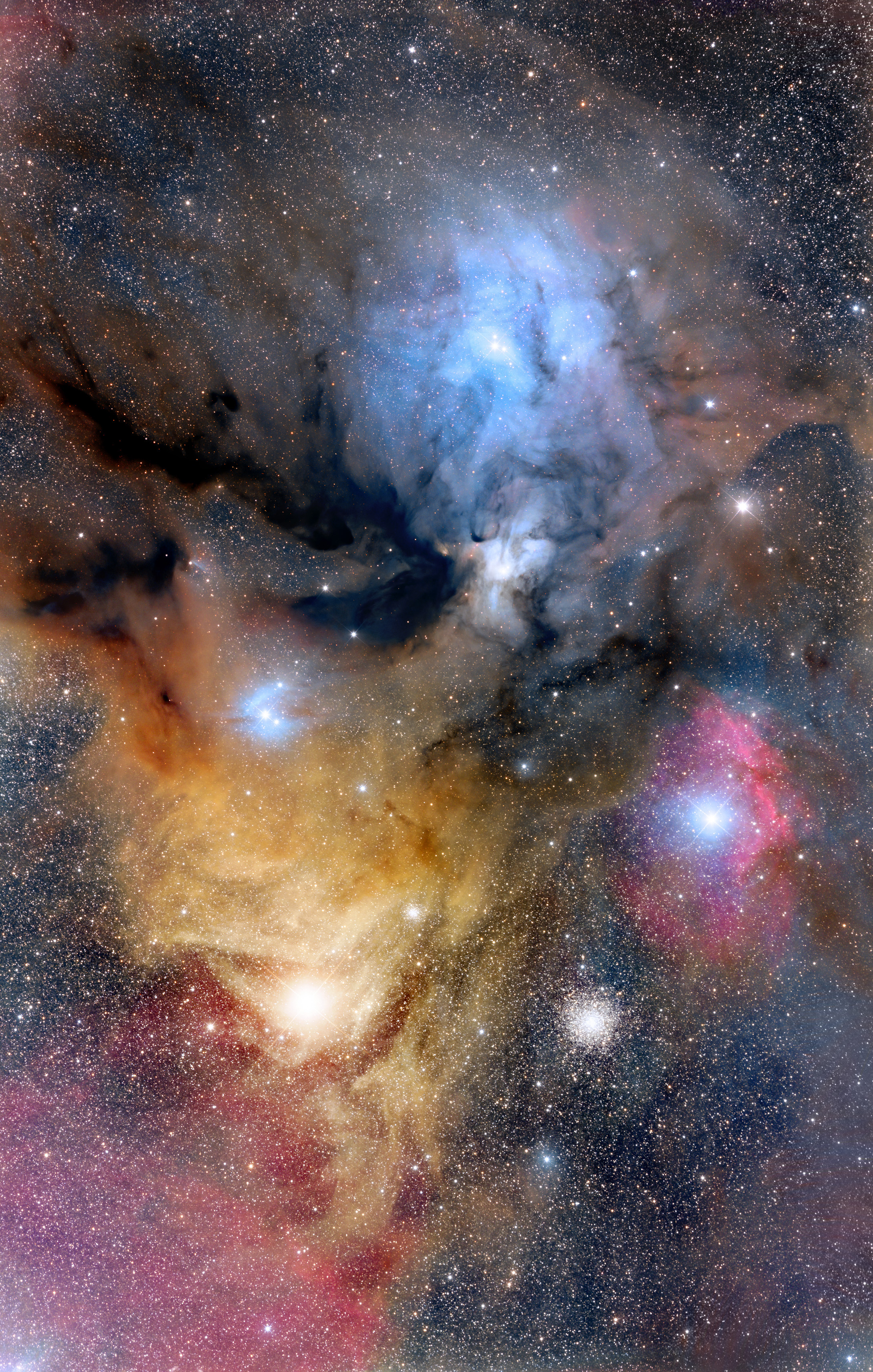
アンタレス（左下）、へびつかい座ρ星（上部）とそれを取り巻くへびつかい座ρ分子雲領域を捉えた可視光画像。反射星雲・暗黒星雲・HII領域が入り乱れている様子が観察できる。
へびつかい座ρ分子雲領域の約2°×2°の領域を捉えた赤外線疑似カラー画像。右下の恒星はさそり座σ星。